# Dissothrix
Dissothrix, rod glavočika, dio tribusa Eupatorieae. Jedina vrsta je D. imbricata iz sjeveroistočnog Brazila (Ceará).

## Opis
Dissothrix uključuje jednu zeljastu vrstu koja je poznata iz sjeveroistočnog Brazila i koja nije sakupljana više od 50 godina. Ističe se dvoslojnim, preklapajućim omotačem brakteja, papusom od čekinja različitih duljina, proširenom i dlakavom bazom i sitnim vjenčićem s 5 režnjeva.

## Sinonimi
- Dissothrix gardneri A.Gray; Hookers J. Bot. Kew Gard. Misc. 3: 223. T. 5. (1851)
- Stevia imbricata Gardner; London J. Bot. 5: 458 (1846)